# Funzione gamma incompleta
Le funzioni gamma incomplete sono funzioni speciali definite da integrali.
Con le notazione di Abramowitz e Stegun:
{\displaystyle \Gamma (a,x)=\int _{x}^{\infty }e^{-t}t^{a-1}dt,}
{\displaystyle \gamma (a,x)=\int _{0}^{x}e^{-t}t^{a-1}dt,}
{\displaystyle P(a,x)={\frac {1}{\Gamma (a)}}\int _{0}^{x}e^{-t}t^{a-1}dt,}
dove {\displaystyle \Gamma (a)} è la funzione gamma di Eulero.
Con le notazione di Nielsen:
{\displaystyle P_{x}(a)=\int _{0}^{x}e^{-t}t^{a-1}dt=\gamma (a,x),}
{\displaystyle Q_{x}(a)=\int _{x}^{\infty }e^{-t}t^{a-1}dt=\Gamma (a,x),}

## Proprietà
{\displaystyle \Gamma (a,x)+\gamma (a,x)=\Gamma (a)}
{\displaystyle \Gamma (a,0)=\Gamma (a)}

## Relazione con altre funzioni speciali
La funzione degli errori è una funzione gamma incompleta:
{\displaystyle \gamma (1/2,x^{2})={\sqrt {\pi }}\mathrm {erf} (x)}
La funzione integrale esponenziale è una funzione gamma incompleta:
{\displaystyle \Gamma (0,x)=E_{1}(x)}
È possibile esprimere la funzione {\displaystyle \gamma (a,x)} con la funzione ipergeometrica confluente o la funzione di Whittaker:
{\displaystyle \gamma (a,x)=a^{-1}x^{a}e^{-x}M(1,1+a,x)}
È possibile ricondurre la somma dei reciproci dei fattoriali da 0 a {\displaystyle n} all'espressione
{\displaystyle \sum _{i=0}^{n}{\frac {1}{i!}}={\frac {e\Gamma (n+1,1)}{\Gamma (n+1)}}}

## Le derivate
La derivate della funzione {\displaystyle \Gamma (a,x)} superiore e incompleta rispetto alla variabile x è ben nota. Essa è semplicemente data dall'integranda della funzione integrale presente nella sua definizione, ovvero:
{\displaystyle {\frac {\partial \Gamma (a,x)}{\partial x}}=-x^{a-1}e^{-x}}
La derivata rispetto alla prima variabile invece è data da
{\displaystyle {\frac {\partial \Gamma (a,x)}{\partial a}}=\ln(x)\Gamma (a,x)+x~T(3,a,x)}
mentre la derivate seconda è data da
{\displaystyle {\frac {\partial ^{2}\Gamma (a,x)}{\partial a^{2}}}=\ln ^{2}(x)\Gamma (a,x)+2x~(\ln(x)~T(3,a,x)+T(4,a,x))}
dove la funzione {\displaystyle T(m,a,x)} è un caso speciale della G-funzione di Meijer:
{\displaystyle T(m,a,z)=G_{m-1,m}^{~m,~0}\left(x\left|{\begin{array}{c}0,0,\ldots 0\\-1,-1,\ldots ,a-1,-1\end{array}}\right.\right)~.}
Questo particolare caso speciale ha la proprietà di essere chiuso internamente ovvero può essere usato per esprimere tutte le derivate successive. In generale si ha che
{\displaystyle {\frac {\partial ^{m}\Gamma (a,x)}{\partial a^{m}}}=\ln ^{m}(x)\Gamma (a,x)+mx~\sum _{i=0}^{m-1}P_{i}^{m-1}\ln ^{m-i-1}(x)~T(3+i,a,x)}
dove {\displaystyle P_{j}^{i}} è la permutazione definita attraverso il simbolo di Pochhammer, ovvero
{\displaystyle P_{j}^{i}=\left({\begin{array}{l}i\\j\end{array}}\right)j!={\frac {i!}{(i-j)!}}~.}
Tutte le derivate possono essere ottenute in successione partendo da
{\displaystyle {\frac {\partial T(m,a,x)}{\partial a}}=\ln(x)~T(m,a,x)+(m-1)T(m+1,a,x)}
e
{\displaystyle {\frac {\partial T(m,a,x)}{\partial x}}=-{\frac {1}{x}}(T(m-1,a,x)+T(m,a,x))}
La funzione T(m,a,x) può essere calcolata usando la sua rappresentazione in serie che risulta essere valida quando {\displaystyle |z|<1}, ovvero
{\displaystyle T(m,a,z)=-{\frac {(-1)^{m-1}}{(m-2)!}}{\frac {d^{m-2}}{dt^{m-2}}}\left.(\Gamma (a-t)z^{t-1})\right]_{t=0}+\sum _{i=0}^{\infty }{\frac {(-1)^{i}z^{a-1+i}}{i!(-a-i)^{m-1}}}}
Nell'espressione sopra si assume che s sia un intero non negativo o zero e il suo valore richiede il calcolo di un limite. Il caso {\displaystyle |z|\geq 1} può essere analizzato usando l'estensione analitica della funzione. Alcuni casi speciali di questa funzione sono
{\displaystyle T(2,a,x)={\frac {\Gamma (a,x)}{x}}}
e
{\displaystyle x~T(3,1,x)=E_{1}(x)}
dove {\displaystyle E_{1}(x)} è la funzione integrale esponenziale. Queste derivate e la funzione T(m,a,x) possono essere utilizzate per fornire soluzioni esatte ad un certo numero di integrali attraverso la derivazione ripetuta della definizione integrale della funzione gamma superiore e incompleta. Per esempio,
{\displaystyle \int _{x}^{\infty }t^{a-1}\ln ^{m}(t)~e^{-t}dt={\frac {\partial ^{m}}{\partial a^{m}}}\int _{x}^{\infty }t^{a-1}e^{-t}dt={\frac {\partial ^{m}}{\partial a^{m}}}\Gamma (a,x)}
Questa formula può essere ulteriormente estesa o generalizzata per una ampia classe di trasformate di Laplace e di Mellin. Quando combinata con un sistema algebrico computerizzato, lo studio delle funzioni speciali fornisce un potente strumento per la soluzione di integrali definiti, in particolare quelli utilizzati nelle applicazioni ingegneristiche (vedere anche integrazione simbolica per maggiori dettagli).